# École polytechnique de Varsovie

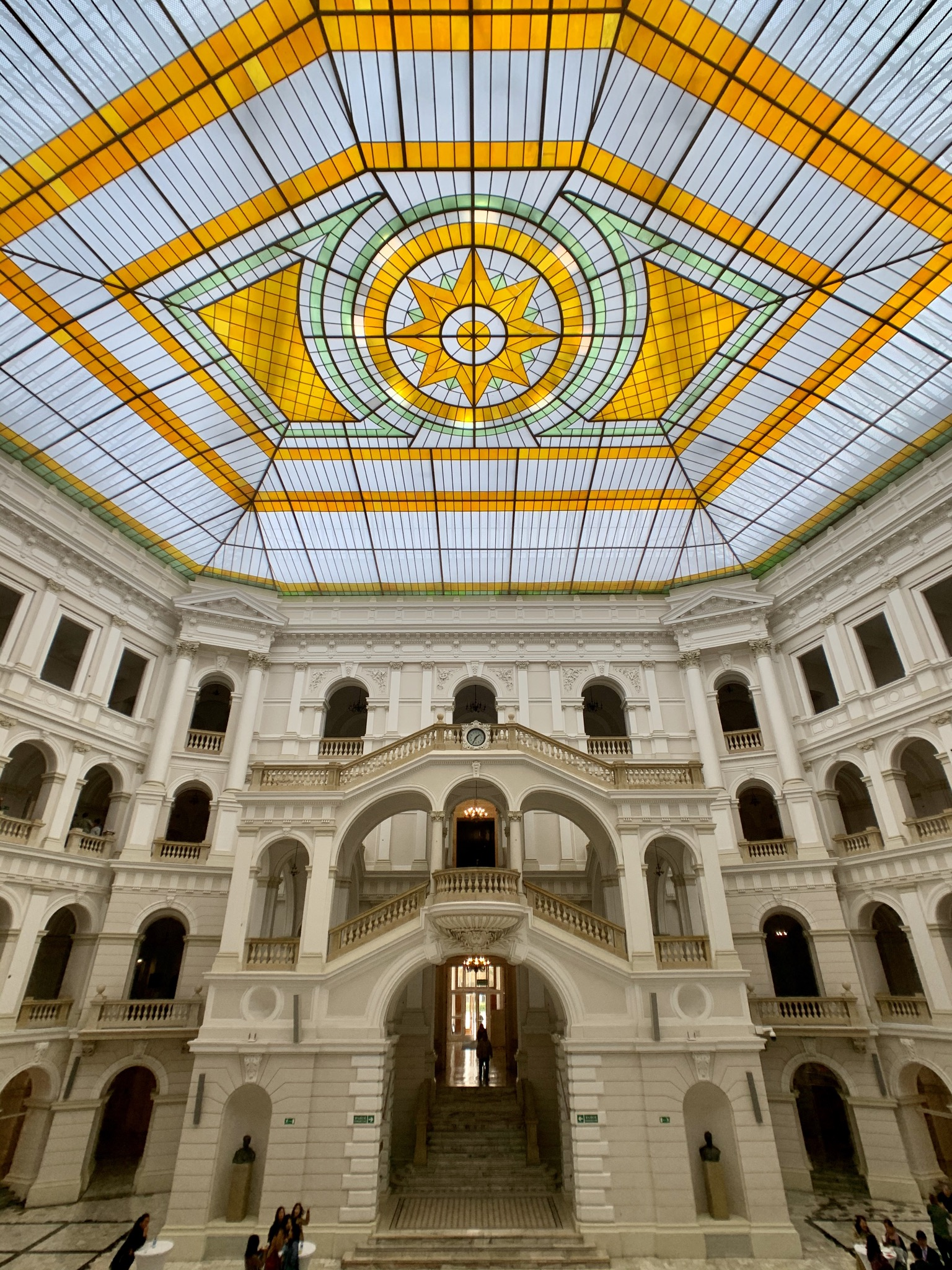
le grand auditorium

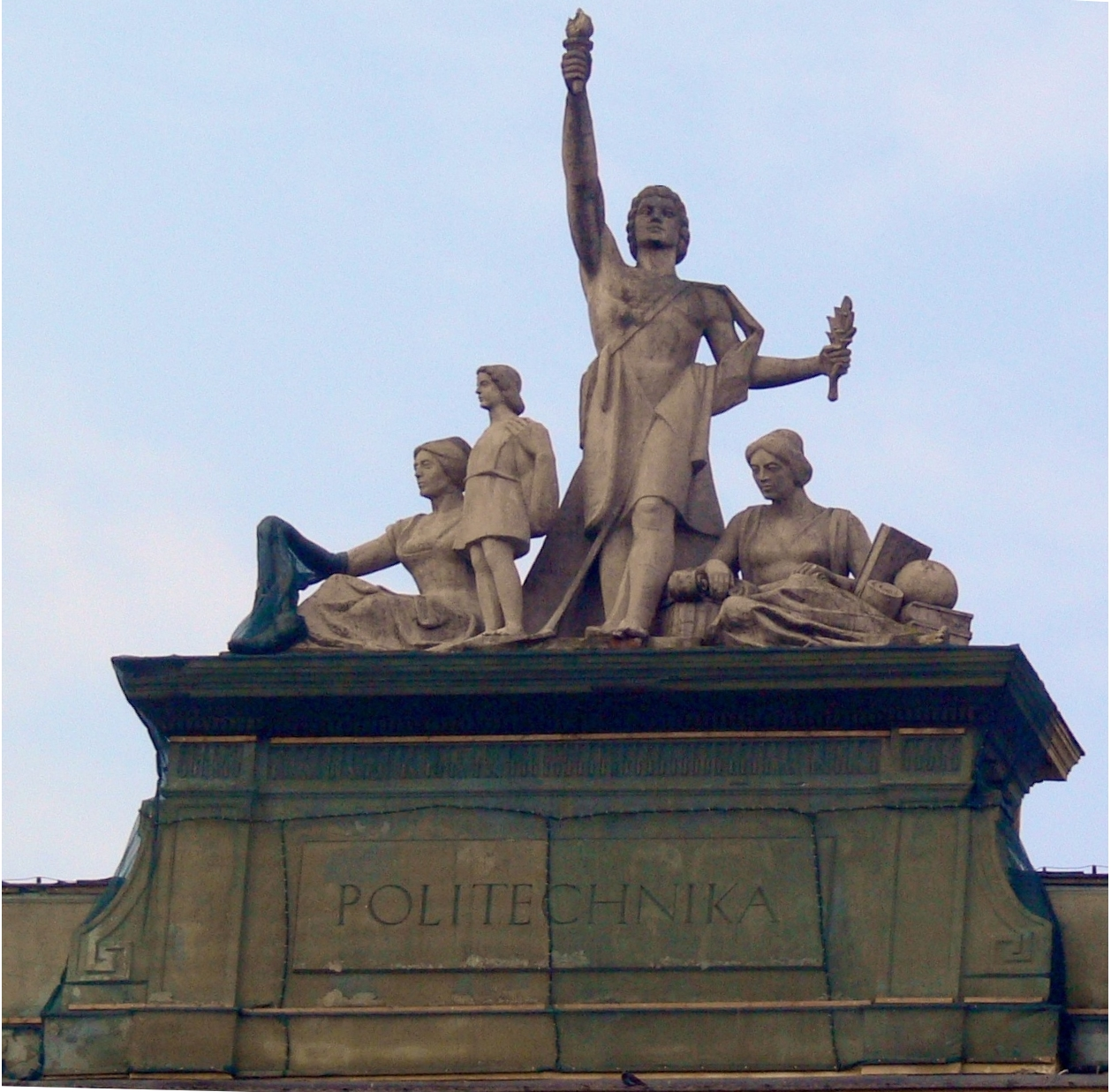
La façade du bâtiment central

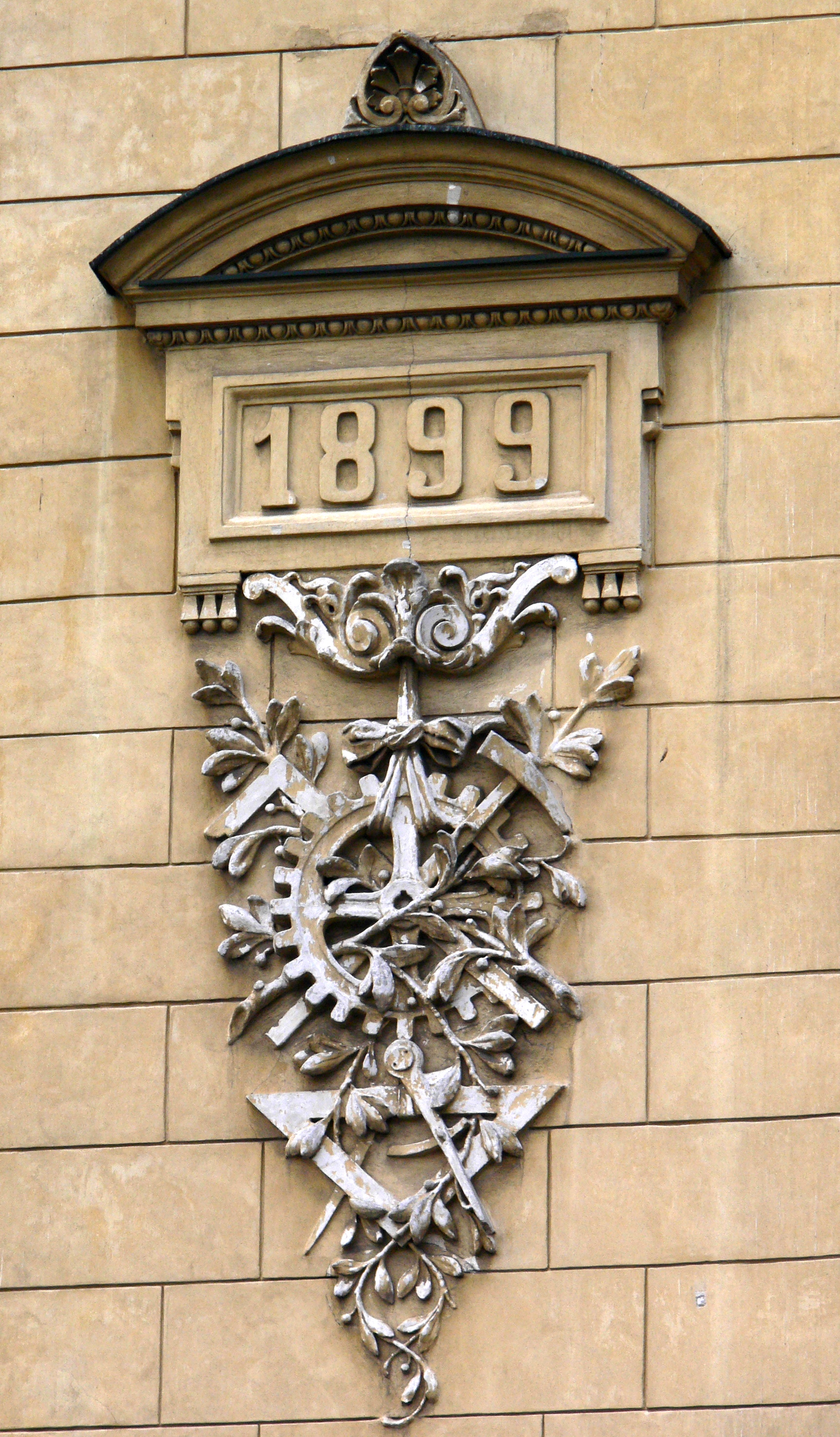
Plaque sur la façade rappelant l'année de construction

L’École polytechnique de Varsovie (en polonais : Politechnika Warszawska) est un établissement polonais d'enseignement supérieur et de recherche formant des ingénieurs, des architectes et des chercheurs dans les domaines techniques et technologiques. Elle compte environ 36 100 étudiants et 5 000 salariés, dont 2 486 enseignants-chercheurs (2010).
L'École polytechnique de Varsovie a été créée en 1826 comme école préparatoire, en 1898 comme établissement en langue russe et comme établissement de langue polonaise en 1915. Elle est organisée en 19 facultés et 1 collège.
En 2018, Times Higher Education a classé l'université dans la catégorie 601-800 dans le monde.
Son recteur est depuis 2020 Krzysztof Zaremba (pl).

## Les facultés constitutives[4]
- Faculté d'administration et de sciences sociales (Wydział Administracji i Nauk Społecznych)
- Faculté d'architecture (Wydział Architektury)
- Faculté de chimie (Wydział Chemiczny)
- Faculté d'électronique et de techniques informatiques (Wydział Elektroniki i Technik Informacyjnych)
- Faculté d’électricité (Wydział Elektryczny)
- Faculté de physique (Wydział Fizyki)
- Faculté de géodésie et de cartographie (Wydział Geodezji i Kartografii)
- Faculté de génie chimique et de génie des procédés (Wydział Inżynierii Chemicznej i Procesowej)
- Faculté de génie civil (Wydział Inżynierii Lądowej)
- Faculté de science et génie des matériaux (Wydział Inżynierii Materiałowej)
- Faculté de génie de la production (Wydział Inżynierii Produkcji)
- Faculté de génie de l'environnement (Wydział Inżynierii Środowiska)
- Faculté de mathématiques et sciences de l’information (Wydział Matematyki i Nauk Informacyjnych)
- Faculté de mécanique de l'énergie et de l'aéronautique (Wydział Mechaniczny Energetyki i Lotnictwa)
- Faculté de mécatronique (Wydział Mechatroniki)
- Faculté de l'automobile et de la robotique (Wydział Samochodów i Maszyn Roboczych)
- Faculté des transports (Wydział Transportu)
- Faculté de gestion (Wydział Zarządzania)
- Faculté de construction, de mécanique et de pétrochimie de Płock (Wydział Budownictwa, Mechaniki i Petrochemii w Płocku)
- Collège de sciences économiques et sociales de Płock (Kolegium Nauk Ekonomicznych i Społecznych w Płocku)

### Services communs interfacultaires
- Centre d'études avancées (Centrum Studiów Zaawansowanych)
- Centre de formation à distance OKNO PW (Ośrodek Kształcenia na Odległość PW – OKNO PW)
- Centre d'études de langues étrangères (Studium Języków Obcych)
- Centre d'éducation physique (Studium Wychowania Fizycznego)
- Business School (Szkoła Biznesu)

## Les recteurs de l'École polytechnique de Varsovie depuis 1915
| - Zygmunt Straszewicz 1915-1916 - Stanisław Patschke 1916-1917 - Jan Zawidzki 1918-1919 - Ignacy Radziszewski 1919-1921 - Antoni Ponikowski 1921 - Leon Staniewicz 1921-1923 - Antoni Ponikowski 1923-1924 - Czesław Skotnicki 1924-1926 - Ludwik Szperl 1926-1928 - Wojciech Świętosławski 1928-1929 - Andrzej Pszenicki 1929-1932 - Wiesław Chrzanowski 1932-1933 - Edward Warchałowski 1933-1936 - Józef Zawadzki 1936-1939 - Kazimierz Drewnowski 1939-1942 - Stefan Straszewicz 1942-1945 - Władysław Kuczewski 1945 - Edward Warchałowski 1945-1952 | - Jerzy Bukowski 1952-1953 - Władysław Araszkiewicz 1953-1954 - Aleksander Dyżewski 1954-1956 - Władysław Araszkiewicz 1956-1959 - Jerzy Bukowski 1959-1965 - Dionizy Smoleński 1965-1969 - Antoni Kiliński 1969-1970 - Mieczysław Łubiński 1970-1973 - Stanisław Pasynkiewicz 1973-1981 - Władysław Findeisen 1981-1985 - Zbigniew Grabowski 1985-1988 - Marek Roman 1988-1990 - Marek Dietrich 1990-1996 - Jerzy Woźnicki 1996-2002 - Stanisław Mańkowski 2002-2005 - Włodzimierz Kurnik 2005-2012 - Jan Szmidt (d) 2012-2020 - Krzysztof Zaremba (d) |

## Élèves
- Charles Chobrzyński, en 1828-1830[5]
- Henri Hayden en 1902
- Teresa Tyszkiewicz diplômée en 1978